# Dalma Iványi
Dalma Erika Iványi (* 18. März 1976 in Békéscsaba) ist eine ungarische Basketballspielerin. Sie ist ungarische Nationalspielerin und feierte im Jahre 2006 ihr hundertstes Auswahlspiel. Bisher nahm sie an drei Europameisterschaften (1997, 2001, 2003) teil.
Sie hat 5 Jahre lang an der Florida International University in Miami studiert. Sie spielt Basketball seit ihrem 10. Lebensjahr und spielte in jeder Auswahlmannschaft ihrer jeweiligen Altersklasse. Seit ihrem 14. Lebensjahr ist sie NB I-Spieler. In ihrer Jugend spielte sie für Mezőberényer SDSE, anschließend von 1990 bis 94 Kecskeméter SC. Seit 1994 ist sie für MiZo Pécs 2010 (PVSK) aktiv und gewann dreimal die ungarische Meisterschaft (1995, 1998, 2000), zwischendurch wechselte sie in die Amerikanischen Unimeisterschaft. 1999–2000 spielte Dalma in der WNBA-Mannschaft Utah Starzz. Sie war in der amerikanischen professionellen Liga die erste ungarische Spielerin.